# جو كالاهان (لاعب كرة قاعدة)
جو كالاهان (بالإنجليزية: Joe Callahan)‏ هو لاعب كرة قاعدة أمريكي، ولد في 8 أكتوبر 1916 في East Boston ‏ في الولايات المتحدة، وتوفي في 24 مايو 1949 في جنوب بوسطن ‏ في الولايات المتحدة.

## وصلات خارجية
- جو كالاهان على موقع دوري كرة القاعدة الرئيسي (الإنجليزية)
- جو كالاهان على موقعبيزبول رفرنس.كوم (الدوري الرئيسي) (الإنجليزية)
- جو كالاهان على موقعبيزبول رفرنس.كوم (الدوري الثانوي) (الإنجليزية)